# فيكتور غلادو
فيكتور غلادو هو سياسي كندي، ولد في 16 أبريل 1844، وتوفي في 1 ديسمبر 1897 في Saint-François-du-Lac ‏ في كندا. نشط حزبياً في حزب كيبيك الليبرالي. وقد انتخب عمدة وانتخب عضو الجمعية الوطنية في كيبك ‏.